# West Hills (Nova York)
West Hills és una concentració de població designada pel cens dels Estats Units a l'estat de Nova York. Segons el cens del 2000 tenia 5.607 habitants.

## Demografia
Segons el cens del 2000, West Hills tenia 5.607 habitants, 1.978 habitatges, i 1.647 famílies. La densitat de població era de 437,3 habitants per km².
Dels 1.978 habitatges en un 35,4% hi vivien nens de menys de 18 anys, en un 73,7% hi vivien parelles casades, en un 7,3% dones solteres, i en un 16,7% no eren unitats familiars. En el 13% dels habitatges hi vivien persones soles el 6,6% de les quals corresponia a persones de 65 anys o més que vivien soles. El nombre mitjà de persones vivint en cada habitatge era de 2,83 i el nombre mitjà de persones que vivien en cada família era de 3,09.
Per edats la població es repartia de la següent manera: un 23,7% tenia menys de 18 anys, un 5,3% entre 18 i 24, un 28,1% entre 25 i 44, un 29,5% de 45 a 60 i un 13,4% 65 anys o més.
L'edat mediana era de 41 anys. Per cada 100 dones de 18 o més anys hi havia 95 homes.
La renda mediana per habitatge era de 87.295 $ i la renda mediana per família de 94.363 $. Els homes tenien una renda mediana de 61.919 $ mentre que les dones 45.134 $. La renda per capita de la població era de 42.783 $. Entorn de l'1% de les famílies i l'1,8% de la població estaven per davall del llindar de pobresa.